# Jagoda kamczacka

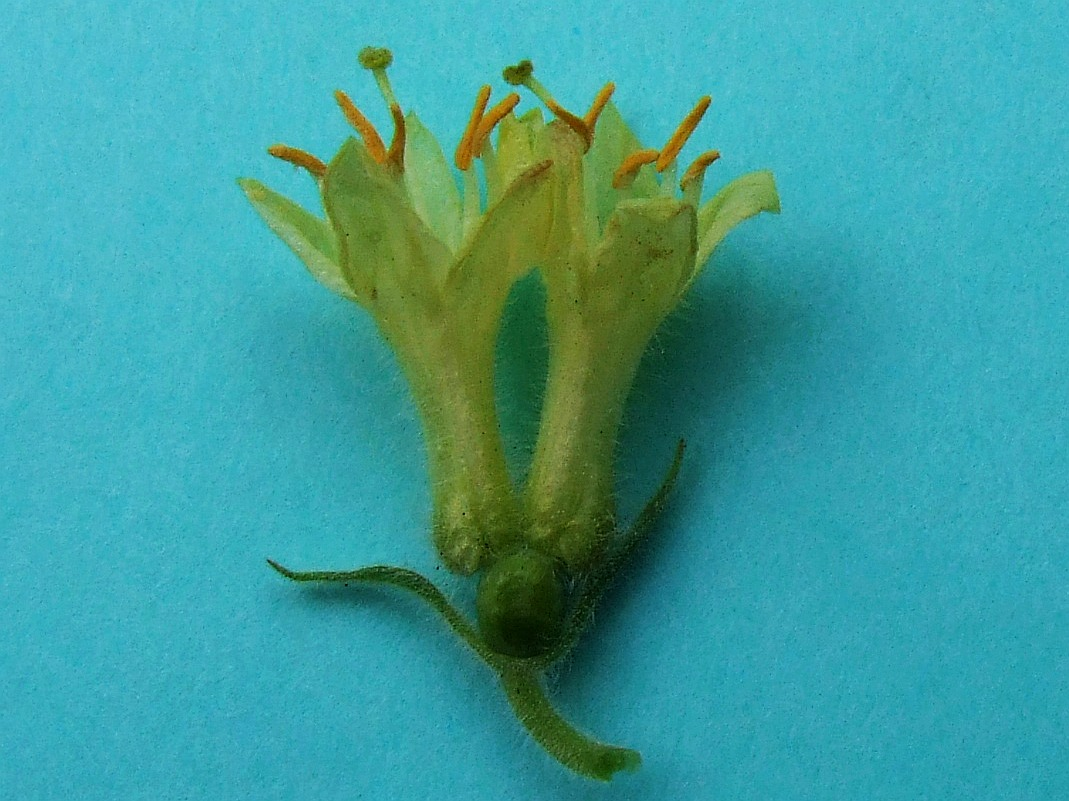
Kwiaty

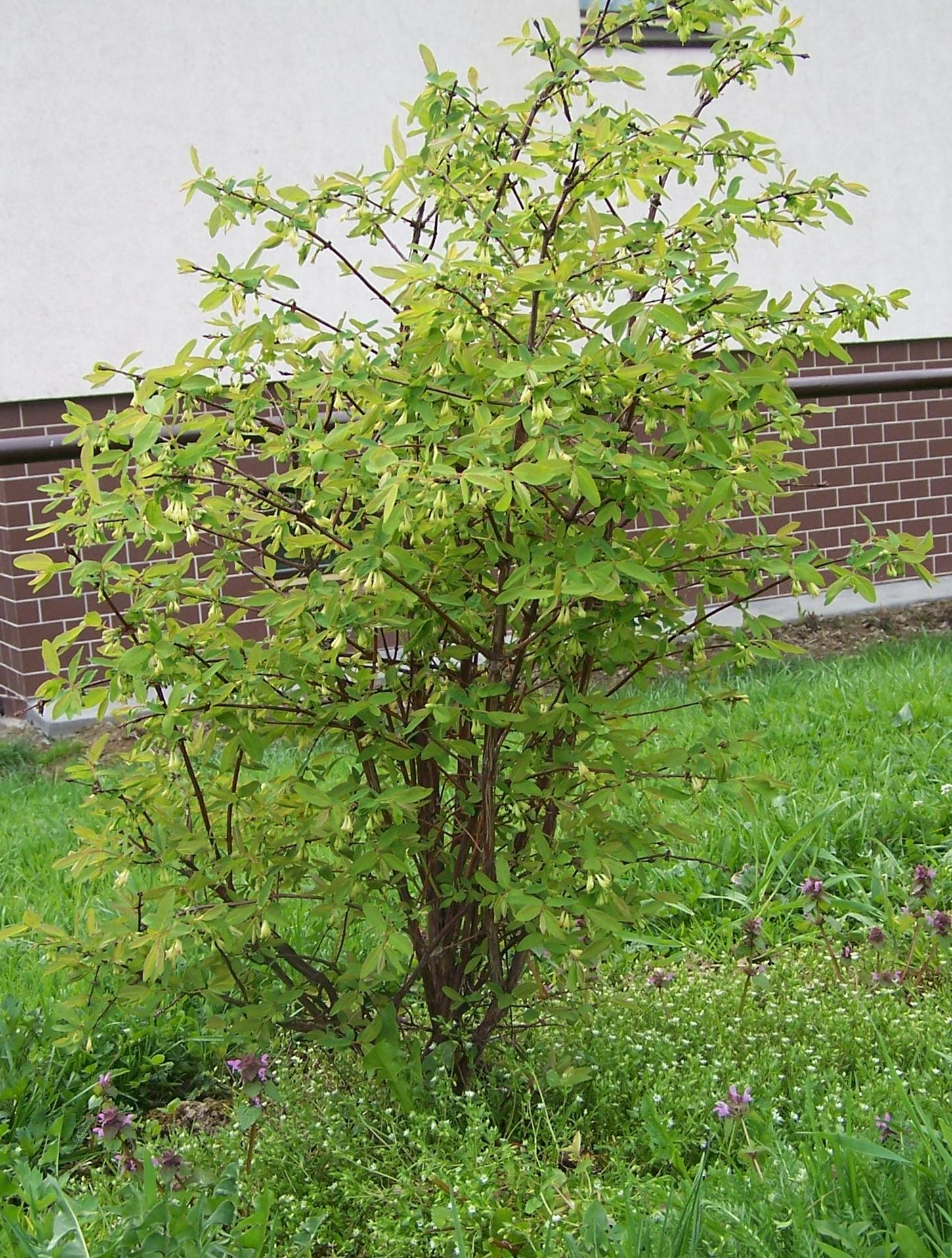
Pokrój

Jagoda kamczacka – zwyczajowa nazwa owoców wiciokrzewu sinego, odmian uprawnych tego gatunku lub tego gatunku jako całości. Ze względu na dużą zmienność wiciokrzewu sinego nazwa bywa odnoszona do wybranych odmian lub drobnych gatunków wyróżnianych w jego obrębie (np. L. edulis, L. altaica, L. kamtschatica). 
Niezależnie od ujęcia chodzi o rośliny o jadalnych owocach pochodzące z północno-wschodniej Azji. Są one uprawiane w wielu krajach świata, również w Polsce.

## Morfologia
PokrójKrzewy o zwartym i wzniesionym pokroju, osiągające wysokość do 2 m.
KwiatyZakwita w pierwszej połowie kwietnia. Na krótkiej szypułce znajdują się dwa zwisające białożółte kwiaty o długości ok. 1,5 cm.
OwocMięsiste, wydłużone jagody o fioletowoczarnej barwie, pokryte niebieskim, woskowym nalotem. Osiągają długość 2–3 cm i szerokość do 1 cm. Są soczyste, mają słodko-kwaśny smak z charakterystyczną goryczką. Dojrzewają od połowy maja.

## Zastosowanie
Roślina uprawna, uprawiana dla owoców. Jej zaletą są bardzo duże wartości odżywcze oraz fakt, że są to jedne z najwcześniej dojrzewających u nas w naturalnych warunkach owoców. Nie nadaje się do uprawy towarowej ze względu na małą wydajność owoców i trudny ich zbiór.
Owoce mogą być również wykorzystywane do produkcji wina, głównie przez amatorów, jednak w Polsce są już pierwsze wyspecjalizowane winiarnie.

## Uprawa
- Wymagania: roślina wytrzymuje mrozy do −45 stopni Celsjusza, a kwiaty do −8 stopni. Stanowisko powinno być słoneczne, ziemia żyzna, wzbogacona obornikiem.
- Sposób uprawy: wskazane jest (ze względu na zapylanie krzyżowe) sadzić blisko siebie dwa krzaki jagody kamczackiej w odległości 1 metr, najlepiej różnych odmian. Jeden krzak też zaowocuje, ale słabiej. Krzewów nie przycina się, na starszych okazach można usuwać stare pędy.
- Sztuka kulinarna: owoce przede wszystkim nadają się na deser. Można jednak wykonywać z nich dżemy, soki, mrozić i suszyć. Owoce zawierają wiele składników biologicznie aktywnych, o własnościach wzmacniających, antyseptycznych i odtruwających organizm.

## Kultywary
- ‘Dlinnopłodna’ – duże jagody, bez goryczki. Dobrymi zapylaczami są: ‘Czelabinka’, ‘Izjuminka’ i ‘Smolińska’
- ‘Czelabinka’ – jagody o gruszkowatym kształcie. Dobrymi zapylaczami są: ‘Czelabinka’, ‘Izjuminka’ i ‘Smolińska’
- ‘Sinoglaska’ – jagody o cylindrycznym kształcie. Dobrym zapylaczem jest ‘Dlinnopłodna’.
- ‘Wołoszebnica’ – duże jagody z nierówną powierzchnią. Zapylaczem może być każda inna odmiana.